# ارباب سواران
ارباب سواران (به لاتین: Magister Equitum) یا فرماندهٔ سواره‌نظام نام نوعی کلانتر رومی بود که، در دوران جمهوری روم، به‌عنوان معاون یا جانشین دیکتاتور خدمت می‌کرد. وظیفهٔ اسمی او فرماندهی سواره‌نظام روم در زمان جنگ بود، لیکن با توجه به اینکه دیکتاتور ممکن بود در واکنش به بحران‌هایی غیر از جنگ نیز منصوب شود، ارباب سواران ممکن بود وظایفی غیر از فرماندهی سواره نظام نیز داشته باشد؛ یعنی انتصاب او می‌توانست دلایل نظامی یا سیاسی داشته باشد.
شخص دیکتاتور ارباب سواران را انتخاب می‌کرد، و با اتمام مدت قانونیِ شخصِ دیکتاتور ارباب سواران نیز از سمتش کناره می‌گرفت. او همکار اصلی دیکتاتور بود؛ امکان نداشت دیکتاتور بدون ارباب سوارانی بماند که او را معاونت کند، پس در صورت فوت یا عزل او دیکتاتور مؤظف به گزینش فرد دیگری به این سمت بود. در اوایل جمهوری، ارباب سواران، چنان‌که از نامش برمی‌آید، فرماندهٔ سواره‌نظام و دیکتاتور فرماندهٔ لژیون یا پیاده‌نظام بود. تا زمانی‌که دیکتاتور قانوناً بر سر کار می‌بود، ارباب سواران دارای اقتدار قانونی می‌بود. مقام قانونی دیکتاتور در یکی از دو صورت منقضی می‌شد: یکی اینکه اوضاع و شرایط بحرانی فروکش کند و وضعیت عادی و غیرجنگی به جمهوری بازگردد، دیگر اینکه شش ماه از صدارتش بگذرد؛ و هرگاه دیکتاتور قانوناً کنار می‌رفت، اقتدارِ قانونیِ ارباب سواران نیز منقضی می‌شد.

## تاریخ

### پادشاهی روم
در دوران پادشاهی روم (۷۵۳ تا ۵۰۹ ق. م) منصبی به‌نام تریبون کلرها وجود داشت که، از زمان رومولوس، سردستهٔ محافظانِ شخصیِ شاه بود که همگی سواره بودند. آخرینِ این تریبون کلرها شخصی به‌نام لوکیوس یونیوس بروتوس بود که پس از تجاوز سکستوس تارکوئینیوس به لوکرتیا مردم روم را واداشت پادشاه را خلع و جمهوری را تأسیس کنند.

### جمهوری روم
در دوران جمهوری روم، نخستین کسی که بدین منصب برگزیده شد اسپوریوس کاسیوس بود که نخستین دیکتاتور روم، آقای تیتوس لارکیوس، وی را بدین سمت برگزید. انتصاب نخستین دیکتاتور و نخستین ارباب سواران در ۵۰۱ ق.م. روی داد. ماجرا از این قرار بود که، در نهمین سال تأسیس جمهوری، احتمال جنگ رومیان با سابینان می‌رفت و، از آنسو، احتمال داشت اکتاویوس مامیلیوس، دامادِ شاهِ مخلوع، نیز با قوای مؤتلفهٔ بزرگی از لاتینان بر روم بتازد. گذشته از آن، رومیان به یکی از دو کنسولِ آن سال مشکوک بودند که عقاید سلطنت‌طلبانه دارند؛ پس در این اوضاع و احوال اضطراری شخصی با عنوان دیکتاتور برگزیدند که مافوق کنسولان بود و حکمش کاملاً لازم‌الاجرا بود و شهروندی که به او معترض می‌بود نمی‌توانست به حق تظلم کردن از مردم متوسل شود. البته پس از رفع اوضاع و احوال اضطراری، دیکتاتور قانوناً معزول می‌شد و مجدداً دو کنسول شخص اول مملکت می‌شدند.